# Квинт Квинкций Цинциннат (военный трибун 415 года до н. э.)
Квинт Квинкций Цинциннат (лат. Quintus Quinctius Cincinnatus; умер после 405 года до н. э.) — древнеримский политический деятель из патрицианского рода Квинкциев, военный трибун с консульской властью 415 и 405 годов до н. э. 
Во время первого трибуната Квинта Квинкция (415 год до н. э.) велась только война с городом Болы, «даже не заслуживающая упоминания». 
В 405 году до н. э., когда Квинт Квинкций был одним из шести военных трибунов, началась осада Вей.